# Петровск (Саратовская область)
Петро́вск — город (с 1698) в России, административный центр Петровского района Саратовской области. Образует одноимённое муниципальное образование город Петровск со статусом городского поселения как единственный населённый пункт в его составе.
Население — 26 319 чел. (2021)

## География
Расположен на Приволжской возвышенности, на берегах реки Медведица, в 104 км к северо-западу от Саратова, на железнодорожной линии Аткарск — Сенная Приволжской железной дороги, рядом с федеральной автомобильной дорогой Р-158 Пенза — Саратов, в 12 км от границы с Пензенской областью.

### Микрорайоны города
1. «Центр» (историческая часть города);
2. «Загорщина» (северная и северно-западная часть города);
3. «Лопуховка» (северо-восточная часть города);
4. «Остров» (часть города между текущим и пересохшим руслом реки Медведицы);
5. «Тюлевка» (юго-западная часть города, в которой также расположен «Заводской посёлок»);
6. «Колбовка» (небольшая восточная часть города);
7. «Элеваторный» (часть города, прилегающая к ООО «Петровский элеватор»);
8. «Военный городок» (часть города, прилегающая к бывшему учебному аэродрому 478 УАП);
9. «Поселок Газовиков» (небольшая жилая застройка рядом с Петровским ЛПУМГ ООО «Газпром трансгаз Саратов»);
10. «Поселок Строителей» (небольшая жилая застройка в юго-восточной части города).

### Климат
| Показатель | Янв.  | Фев.  | Март  | Апр.  | Май  | Июнь | Июль | Авг. | Сен. | Окт.  | Нояб. | Дек.  | Год   |
| --- | ----- | ----- | ----- | ----- | ---- | ---- | ---- | ---- | ---- | ----- | ----- | ----- | ----- |
| Абсолютный максимум, °C | 5,7   | 6,1   | 15,9  | 26,8  | 36,7 | 39,4 | 43,5 | 42,8 | 37,5 | 24,7  | 16,0  | 8,9   | 43,5  |
| Средний суточный максимум, °C | −7,4  | −6,6  | −1,2  | 11,5  | 20,1 | 24,8 | 27,0 | 25,7 | 18,4 | 10,3  | 0,1   | −6,2  | 9,5   |
| Средняя температура, °C | −9    | −8,6  | −2,4  | 6,9   | 15,2 | 18,9 | 21,2 | 20,0 | 13,6 | 5,6   | −1,9  | −7,4  | 5,9   |
| Средний суточный минимум, °C | −14,3 | −13,3 | −9,8  | 1,5   | 9,5  | 13,4 | 15,5 | 14,4 | 9,6  | 2,7   | −6,8  | −12,4 | 1,0   |
| Абсолютный минимум, °C | −41,2 | −40,6 | −35,6 | −22,2 | −4,4 | −1,1 | 7,2  | 2,4  | −5,7 | −14,5 | −35,6 | −42,7 | −42,7 |
| Норма осадков, мм | 37    | 31    | 34    | 39    | 55   | 78   | 89   | 55   | 45   | 37    | 39    | 40    | 580   |
| Источник: https://www.msn.com/ru-ru/weather/records/Петровск,Саратовская-область,Россия/we-city?iso=RU&form=PRWLAS&q=Петровск%2C%20Россия&el |       |       |       |       |      |      |      |      |      |       |       |       |       |

Преобладает умеренно континентальный климат.
Июль — самый тёплый месяц в году со средней температурой +22,1 °C, а самый холодный месяц — январь, со средней температурой -11,4 °C.
Среднегодовое количество осадков — 580 мм.
Самая высокая температура, отмеченная в Петровске за весь период наблюдений, +44,5 °C (2 августа 2010 года), а самая низкая −42,7 °C (26 декабря 1996 года).
| Среднемесячная температура последних лет | Среднемесячная температура последних лет | Среднемесячная температура последних лет | Среднемесячная температура последних лет | Среднемесячная температура последних лет | Среднемесячная температура последних лет | Среднемесячная температура последних лет | Среднемесячная температура последних лет | Среднемесячная температура последних лет | Среднемесячная температура последних лет | Среднемесячная температура последних лет | Среднемесячная температура последних лет | Среднемесячная температура последних лет | Среднемесячная температура последних лет |
| Месяц                                    | Янв.                                     | Февр.                                    | Март                                     | Апр.                                     | Мая                                      | Июн.                                     | Июл.                                     | Авг.                                     | Сент.                                    | Окт.                                     | Нояб.                                    | Дек.                                     | Год                                      |
| 2010 год, °C                             | -17,7                                    | -13,4                                    | -5,5                                     | +7,0                                     | +16,2                                    | +24,8                                    | +27,0                                    | +25,7                                    | +15,5                                    | +3,2                                     | +2,7                                     | -4,9                                     | +6,8                                     |
| 2011 год, °C                             | -9,5                                     | -15,9                                    | -6,3                                     | +5,1                                     | +15,8                                    | +18,4                                    | +25,5                                    | +20,6                                    | +13,9                                    | +6,8                                     | -4,8                                     | -6,6                                     | +5,3                                     |
| 2012 год, °C                             | -11,4                                    | -17,4                                    | -7,1                                     | +11,5                                    | +17,4                                    | +21,7                                    | +23,2                                    | +22,5                                    | +14,1                                    | +8,5                                     | +0,0                                     | -9,8                                     | +6,2                                     |
| 2013 год, °C                             | -9,5                                     | -8,0                                     | -4,9                                     | +7,3                                     | +18,1                                    | +19,4                                    | +20,0                                    | +20,3                                    | +11,9                                    | +5,2                                     | +1,9                                     | -5,5                                     | +6,4                                     |
| 2014 год, °C                             | -9,7                                     | -10,9                                    | -1,7                                     | +5,3                                     | +17,1                                    | +18,0                                    | +21,9                                    | +22,3                                    | +13,1                                    | +3,5                                     | -5,8                                     | -6,2                                     | +5,6                                     |
| 2015 год, °C                             | -9,9                                     | -7,4                                     | -4,0                                     | +5,7                                     | +15,5                                    | +21,4                                    | +20,2                                    | +19,0                                    | +17,5                                    | +3,3                                     | -0,2                                     | -2,3                                     | +6,6                                     |
| 2016 год, °C                             | -11,3                                    | -2,6                                     | +0,7                                     | +9,2                                     | +15,0                                    | +18,0                                    | +21,8                                    | +24,3                                    | +12,2                                    | +4,9                                     | -3,1                                     | -10,5                                    | +6,6                                     |
| 2017 год, °C                             | -9,1                                     | -7,8                                     | -1,1                                     | +6,3                                     | +12,9                                    | +17,0                                    | +21,5                                    | +22,0                                    | +16,5                                    | +5,7                                     | -1,7                                     | -3,4                                     | +6,5                                     |
| 2018 год, °C                             | -9,8                                     | -11,8                                    | -8,9                                     | +6,2                                     | +17,3                                    | +19,8                                    | +23,3                                    | +21,2                                    | +17,9                                    | +8,6                                     | -3,3                                     | -7,2                                     | +6,2                                     |
| 2019 год, °C                             | -11,9                                    | -7,8                                     | -2,3                                     | +7,4                                     | +19,3                                    | +21,7                                    | +20,1                                    | +19,7                                    | +12,5                                    | +9,0                                     | -2,1                                     | -3,8                                     | +7,7                                     |
| 2020 год, °C                             | -2,7                                     | -3,7                                     | +3,5                                     | +6,4                                     | +14,3                                    | +20,1                                    | +24,1                                    | +19,8                                    | +14,9                                    | +8,9                                     | -1,7                                     | -12,1                                    | 8,0                                      |
| 2021 год, °C                             | -8,2                                     | -13,4                                    | -4,9                                     | +7,9                                     | +20,4                                    | +21,0                                    | +24,8                                    | +25,1                                    | +12,1                                    | +6,4                                     | +0,1                                     | -7,5                                     | 7,7                                      |
| ---------------------------------------- | ---------------------------------------- | ---------------------------------------- | ---------------------------------------- | ---------------------------------------- | ---------------------------------------- | ---------------------------------------- | ---------------------------------------- | ---------------------------------------- | ---------------------------------------- | ---------------------------------------- | ---------------------------------------- | ---------------------------------------- | ---------------------------------------- |
| 2022 год, °C                             | -8,1                                     | -3,5                                     | -4,0                                     | +10,3                                    | +11,2                                    | +20,2                                    | +20,9                                    | +24,4                                    | +14,7                                    | +8,1                                     | -0,4                                     | -6,9                                     |                                          |
| 2023 год, °C                             | -12,2                                    | -7,9                                     | +3,9                                     | +10,5                                    | +17,9                                    |                                          |                                          |                                          |                                          |                                          |                                          |                                          |                                          |

| Рекорды        | Рекорды             | Рекорды             | Рекорды              | Рекорды             | Рекорды             | Рекорды             | Рекорды             | Рекорды            | Рекорды             | Рекорды             | Рекорды              | Рекорды             | Рекорды             |
| Месяц          | Январь              | Февраль             | Март                 | Апрель              | Май                 | Июнь                | Июль                | Август             | Сентябрь            | Октябрь             | Ноябрь               | Декабрь             | Год                 |
| Максимум °C    | +5,7 (25 янв 2007)  | +6,1 (27 февр 2020) | +15,9 (31 март 2020) | +26,8 (25 апр 2019) | +37,1 (17 мая 2021) | +39,4 (24 июн 2019) | +43,5 (29 июл 2010) | +42,8 (2 авг 2010) | +37,5 (2 сент 2010) | +24,7 (5 окт 2019)  | +16,0 (7 нояб 2019)  | +8,9 (16 дек 2008)  | +43,5 (29 июл 2010) |
| Ср Максимум °C | -2,0 (2007)         | -2,6 (2016)         | +3,5 (2020)          | +11,5 (2012)        | +21,7 (2021)        | +24,8 (2010)        | +27,0 (2010)        | +25,7 (2010)       | +18,4 (2018)        | +10,3 (2019)        | +2,7 (2010)          | -1,8 (2006)         | 8,0 (2020)          |
| Ср Минимум °C  | -17,7 (2010)        | -17,4 (2012)        | -8,9 (2018)          | +2,9 (1996)         | +9,5 (2000)         | +13,4 (2003)        | +15,5 (1994)        | +14,4 (1990)       | +9,6 (1993)         | +3,2 (2010)         | -5,8 (2014)          | -17,1 (2002)        | 4,1 (1994)          |
| Минимум °C     | -41,2 (30 янв 2014) | -40,6 (2 февр 2014) | -35,6 (1 март 2011)  | -22,2 (5 апр 1996)  | -4,8 (1 мая 2019)   | -1,1 (1 июн 2018)   | +7,2 (31 июл 2019)  | +2,4 (31 авг 2019) | -5,7 (28 сент 1993) | -14,5 (24 окт 2014) | -35,6 (29 нояб 1998) | -42,7 (26 дек 1996) | -42,7 (26 дек 1996) |
| -------------- | ------------------- | ------------------- | -------------------- | ------------------- | ------------------- | ------------------- | ------------------- | ------------------ | ------------------- | ------------------- | -------------------- | ------------------- | ------------------- |

## История

Пётр I — основатель Петровска

Петровск — старинный купеческий город, основанный по именному указу Петра Первого в 1698 году для охраны края от набегов крымских татар, а также «чтобы впредь в окольные города… вольные люди не приходили и разорения никакого не чинили…». По преданию, основатель лично побывал в городе в 1707 году.
Постройка крепости Петровск имела большое значение для своего времени, поскольку из Саратова через Аткарск и Пензу лежал сухопутный тракт из Царицына на Москву, а малозаселённые берега Медведицы изобиловали разбойничьими шайками, грабившими проезжавших по тракту. От Петровска начиналась укрепленная сторожевая линия со слободами.
Сама крепость имела 4-угольную форму, была обнесена двойными дубовыми стенами с 8 крытыми тёсом башнями. Внутри крепости находились собор Петра и Павла, хоромные строения для воеводы, конюшни, архив, амбары.
С 1780 года — уездный город Саратовской губернии.
Герб города является гласным.
23 июля 1928 года город становится центром Петровского района Саратовского округа Нижне-Волжского края (с 1936 года в составе Саратовской области).

## Население
| 1856    | 1897    | 1913    | 1926    | 1931    | 1939    | 1959    | 1967    | 1970    | 1979    |
| ------- | ------- | ------- | ------- | ------- | ------- | ------- | ------- | ------- | ------- |
| 9400    | ↗13 300 | ↗19 200 | →19 200 | ↘17 300 | ↗18 563 | ↗24 987 | ↗29 000 | ↗30 953 | ↗34 163 |
| 1989    | 1992    | 1996    | 1998    | 2000    | 2001    | 2002    | 2003    | 2005    | 2006    |
| ↗34 778 | ↗34 900 | ↗35 000 | ↘34 700 | ↘33 800 | ↘33 400 | ↗33 956 | ↗34 000 | ↘33 300 | ↘32 900 |
| 2007    | 2008    | 2009    | 2010    | 2011    | 2012    | 2013    | 2014    | 2015    | 2016    |
| ↘32 600 | ↘32 300 | ↘31 991 | ↘31 160 | ↗31 176 | ↘30 744 | ↘30 441 | ↘30 147 | ↘30 037 | ↘29 820 |
| 2017    | 2018    | 2019    | 2020    | 2021    |         |         |         |         |         |
| ↘29 376 | ↘28 893 | ↘28 490 | ↘28 237 | ↘26 319 |         |         |         |         |         |

На 1 января 2025 года по численности населения город находился на 560-м месте из 1124 городов Российской Федерации.

## Знаменитые люди
- Панфилов, Иван Васильевич[29] — советский военный деятель, генерал-майор, командир знаменитой 316-й стрелковой дивизии («Панфиловской»), Герой Советского Союза (1942, посмертно).
- Шамаев, Павел Степанович — помощник командира взвода стрелкового полка, участник Великой Отечественной войны, Герой Советского Союза.
- Ушаков, Николай Никитович — старший разведчик 313-го гвардейского артиллерийского полка, гвардии ефрейтор. Полный кавалер ордена Славы.
- Болилая, Людмила Вячеславовна — военнослужащая Вооружённых Сил Российской Федерации, медицинская сестра 1220-го мотострелкового полка 3-й мотострелковой дивизии 20-й гвардейской общевойсковой армии Московского военного округа, ефрейтор. Герой Российской Федерации (2025).
- Голубев, Константин Дмитриевич — советский военачальник, командующий армиями в годы Великой Отечественной войны. Генерал-лейтенант (1942).
- Коробков, Александр Андреевич — советский военачальник, в начальный период Великой Отечественной войны командующий 4-й армией, генерал-майор (1940).
- Бауков, Леонид Иванович — советский военачальник, генерал-полковник (1968).
- Штыров, Анатолий Тихонович — военно-морской деятель, контр-адмирал, писатель-маринист.
- Свитнев, Иван Александрович — сыщик, сотрудник уголовного сыска Российской империи, сотрудник сыскных подразделений НКВД СССР, один из основоположников советского уголовного розыска, капитан милиции. Герой Труда.
- Керн, Ермолай Фёдорович — русский военачальник, генерал-лейтенант, участник войн против Наполеона.
- Быстров, Александр Кирович — советский и российский художник-монументалист, мозаист, живописец, педагог, профессор. Народный художник Российской Федерации (2009).
- Медведев, Анатолий Васильевич ― советский и российский художник, скульптор, член Союза художников России. Заслуженный художник Российской Федерации (2011).
- Щербиновский, Дмитрий Анфимович — русский живописец-импрессионист, педагог, член Товарищества передвижных художественных выставок, один из любимых учеников Павла Чистякова и Ильи Репина.
- Казанкина, Татьяна Васильевна — легкоатлетка, трёхкратная олимпийская чемпионка, рекордсменка мира, Заслуженный мастер спорта СССР.
- Абрамова, Нина Валентиновна — шестикратная чемпионка Европы по академической гребле(1968, 1969, 1970, 1971, 1972, 1973), двукратная серебряный призёр чемпионата мира по академической гребле в 1974 и 1977 году.
- Кнушевицкий, Виктор Николаевич — советский эстрадный дирижёр и композитор.
- Кнушевицкий, Святослав Николаевич — советский виолончелист, профессор Московской консерватории. Лауреат Сталинской премии третьей степени (1950). Заслуженный деятель искусств РСФСР (1956).
- Искренко, Нина Юрьевна — русская поэтесса и переводчица, прозаик.
- Введенский, Иринарх Иванович — русский переводчик, литературный критик, педагог.
- Порецкий, Александр Устинович — публицист, журналист, автор стихов для детей, действительный статский советник.

## Промышленность
Крупнейшие предприятия: электромеханический завод «Молот» (производство приборов для судостроения), газотранспортное предприятие Петровское ЛПУМГ ООО «Газпром трансгаз Саратов», ООО «Промышленная автоматика» (производство приборов и аппаратуры для автоматического регулирования или управления), ООО «Петровский элеватор».

## СМИ
Официальное средство массовой информации администрации муниципального района — газета «Петровские вести». Тираж печатного издания — 5183 экз., 1 раз в неделю.
Радиостанции
- 106,1 Авторадио.

## Достопримечательности
Архитектурный облик и исторический колорит городу придают построенные более 100 лет назад храм во имя Казанской иконы Божией матери (1871 год), церковь Покрова Пресвятой Богородицы, усадьба Устинова, здание больницы, вокзала, пожарной части, городской администрации (бывшая женская гимназия), здание районного Дома культуры (1888 год), Духовное училище (ныне Картинная галерея), которые до сегодняшнего дня находятся в хорошем состоянии и охраняются законом как памятники архитектуры XIX века, музейный комплекс им. И. В. Панфилова (1880 год)

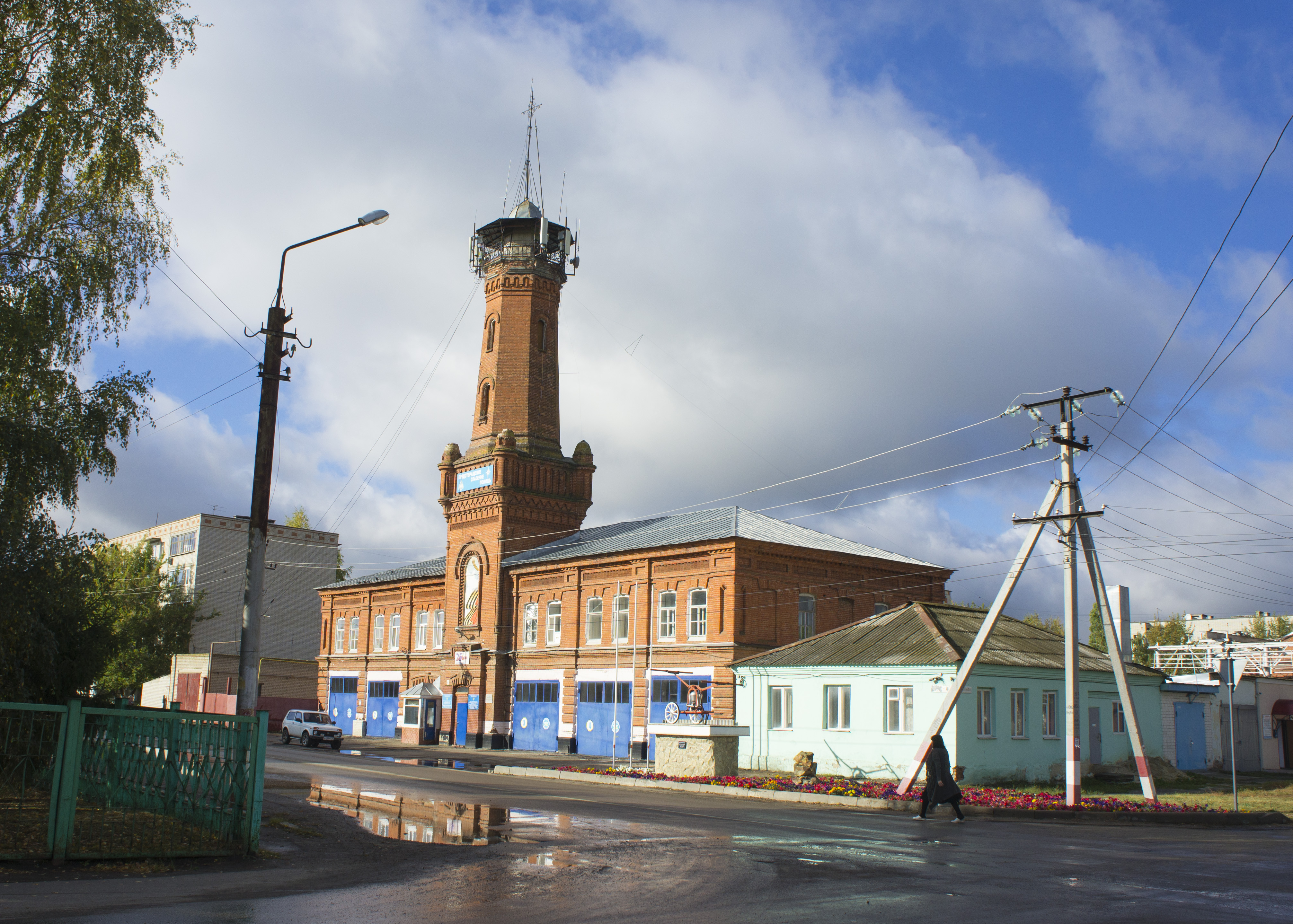
Пожарная башня
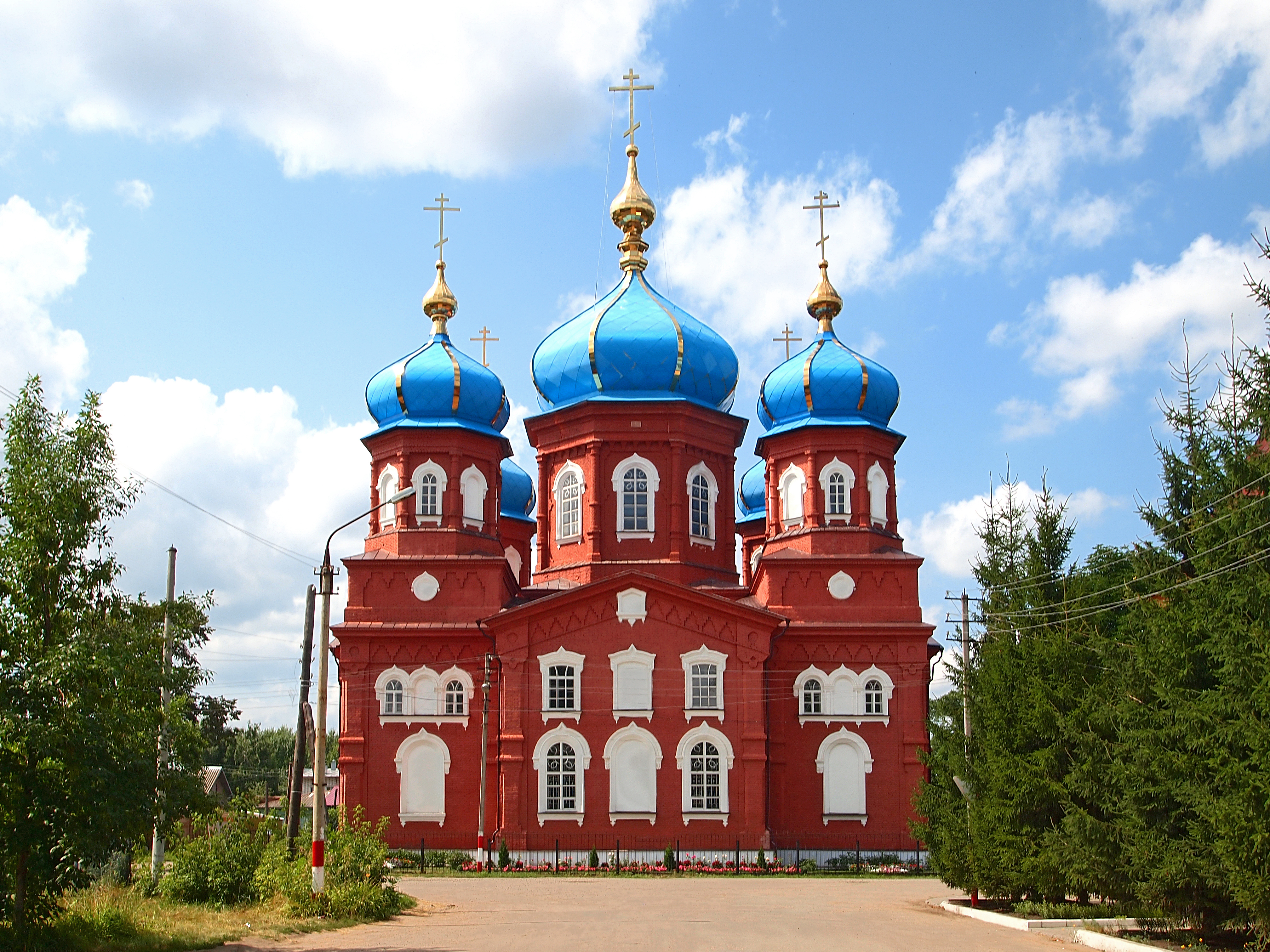
Церковь Покрова Пресвятой Богородицы
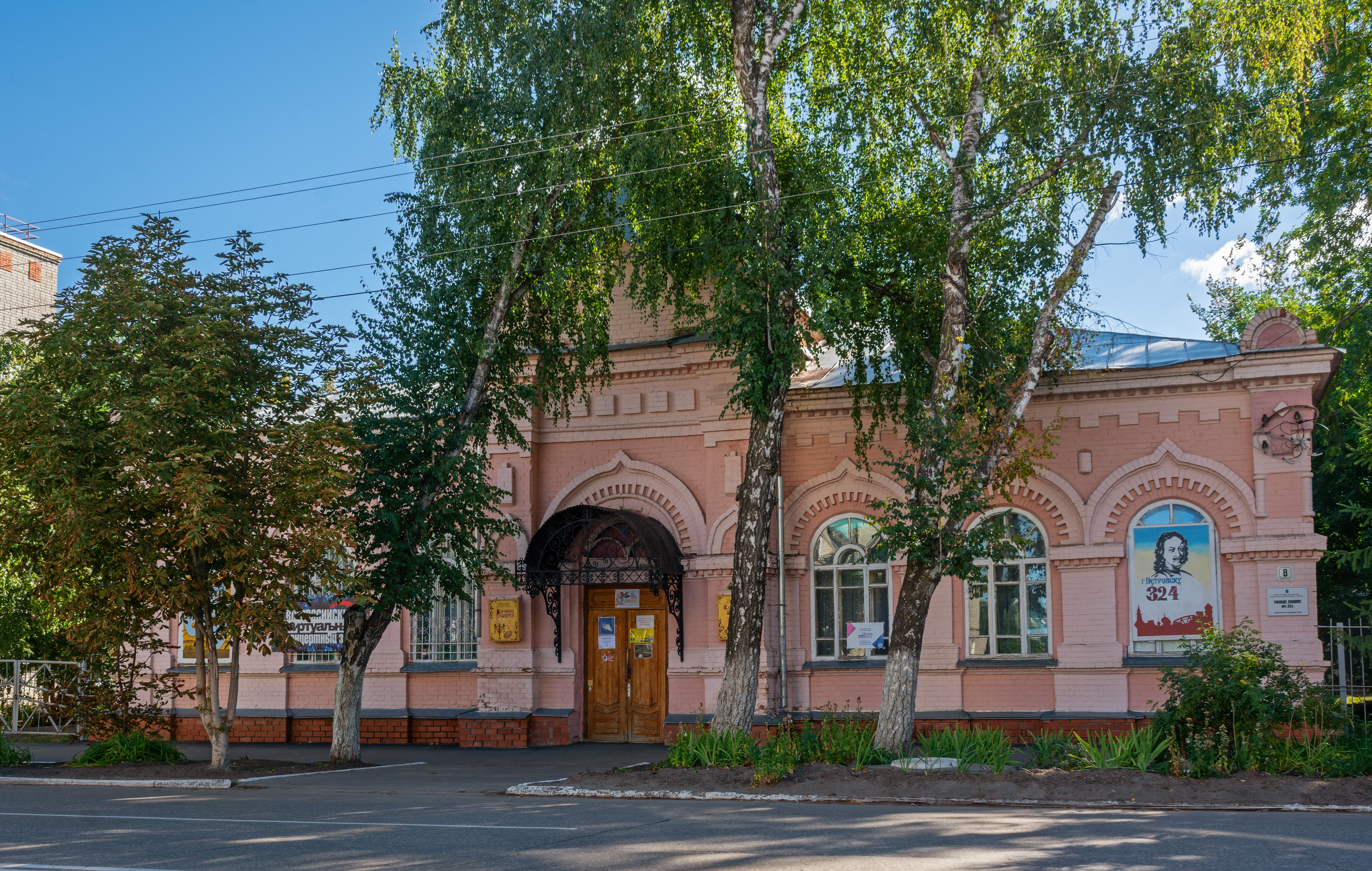
Картинная галерея
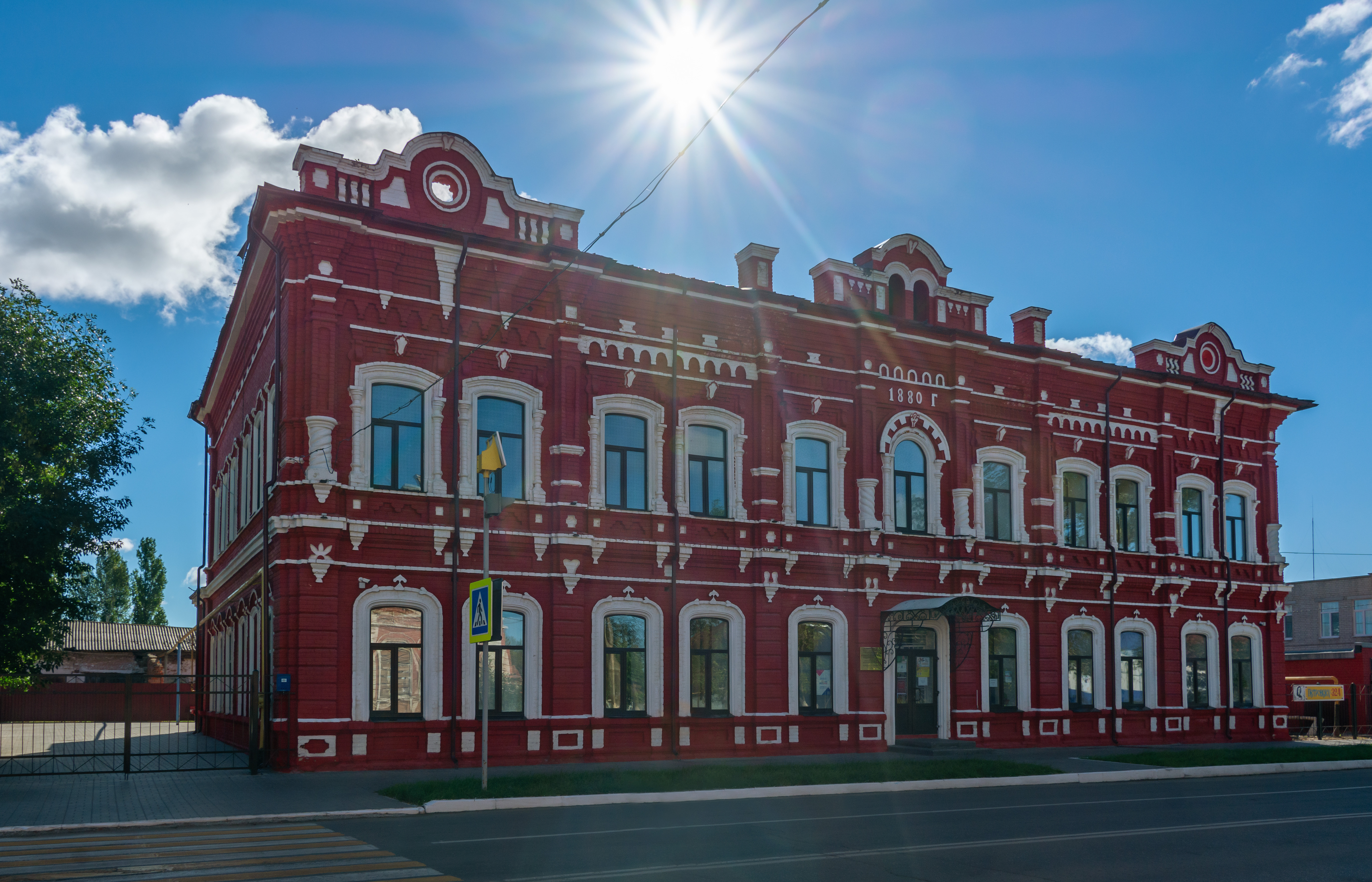
Музейный комплекс им. И. В. Панфилова
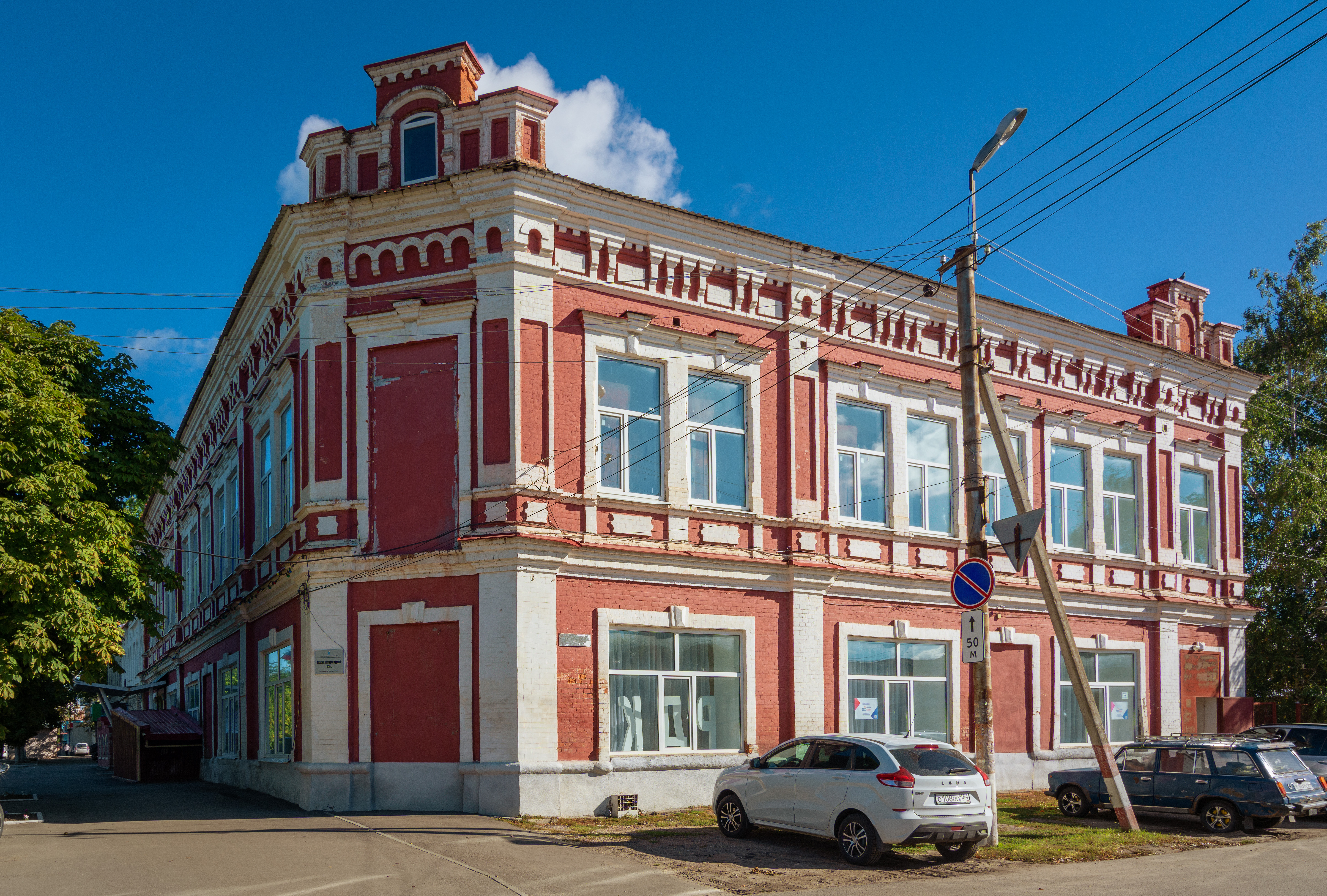
Районный Дом культуры
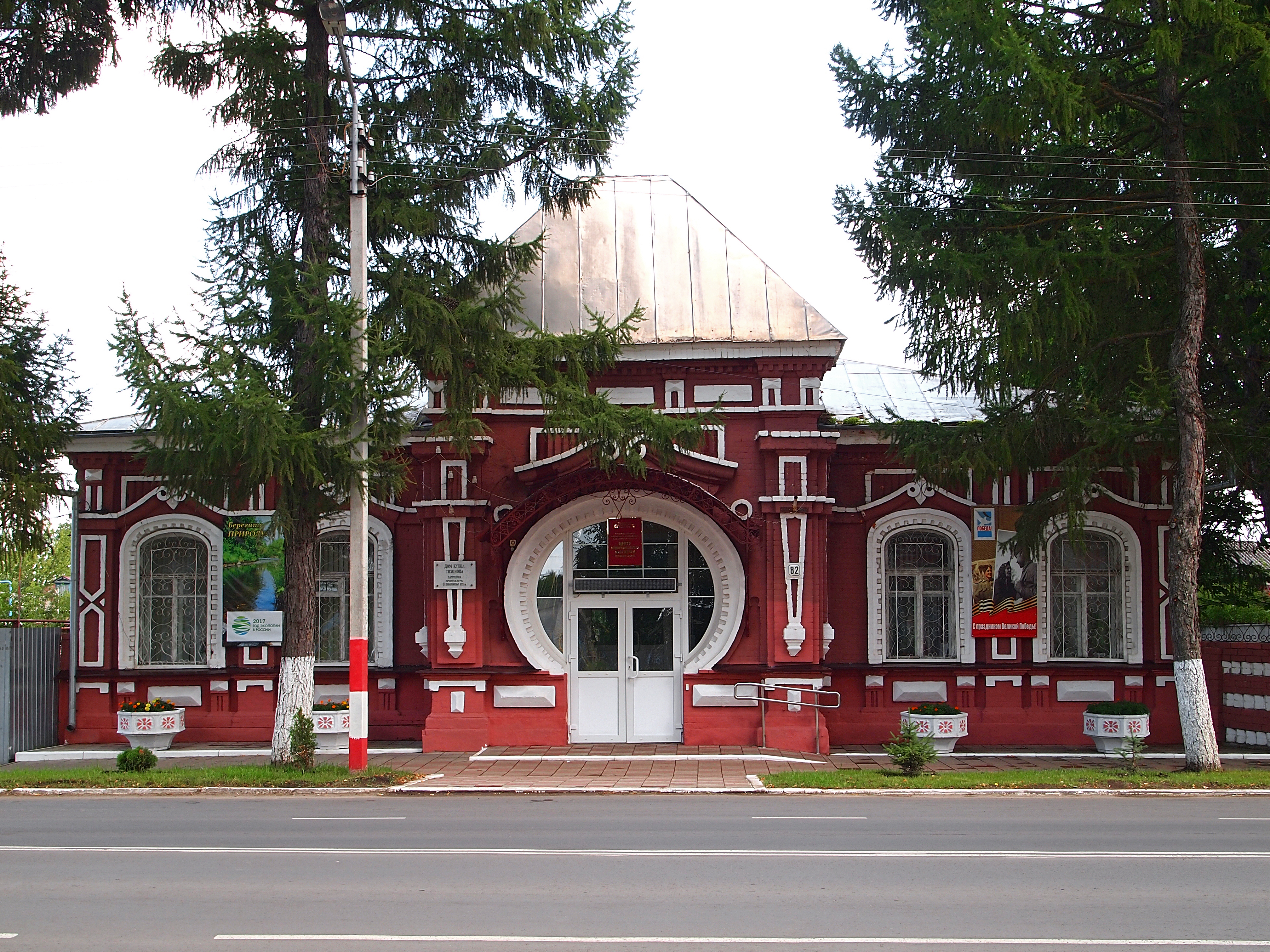
Дом купца Тихонова

## Транспорт
Железнодорожная станция «Петровск-Саратовский» соединяет с городами и населёнными пунктами: Аткарск, Екатериновка, Ртищево, Сосновка, Тамала, Кирсанов, Платоновка, Тамбов, Дмитриевка, Мичуринск, Первомайский, Чаплыгин, Милославское, Павелец, Михайлов, Узуново, Домодедово, Москва.
С автовокзала города автобусы отправляются в Саратов, Вольск, Балаково, Пензу, Лопатино, Кузнецк, Котельники.
Железнодорожная станция именуется Петровск-Саратовский, чтобы избежать путаницы с одноимёнными населёнными пунктами в Забайкальском крае и Ярославской области. 
На южной окраине города ранее существовал военный аэродром Петровск (в конце 1990-х заброшен, демонтирован).

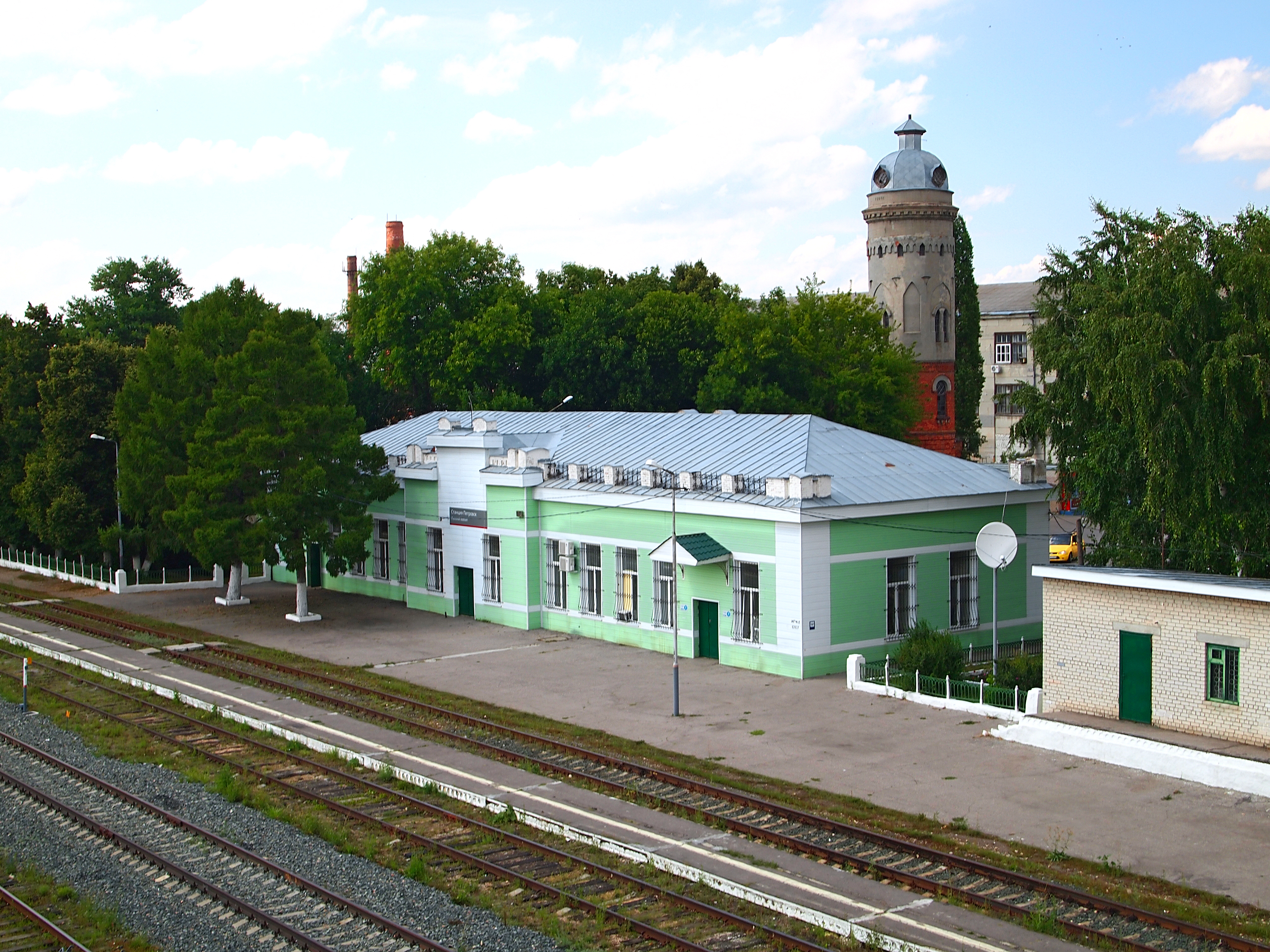
Железнодорожный вокзал "Петровск-Саратовский"
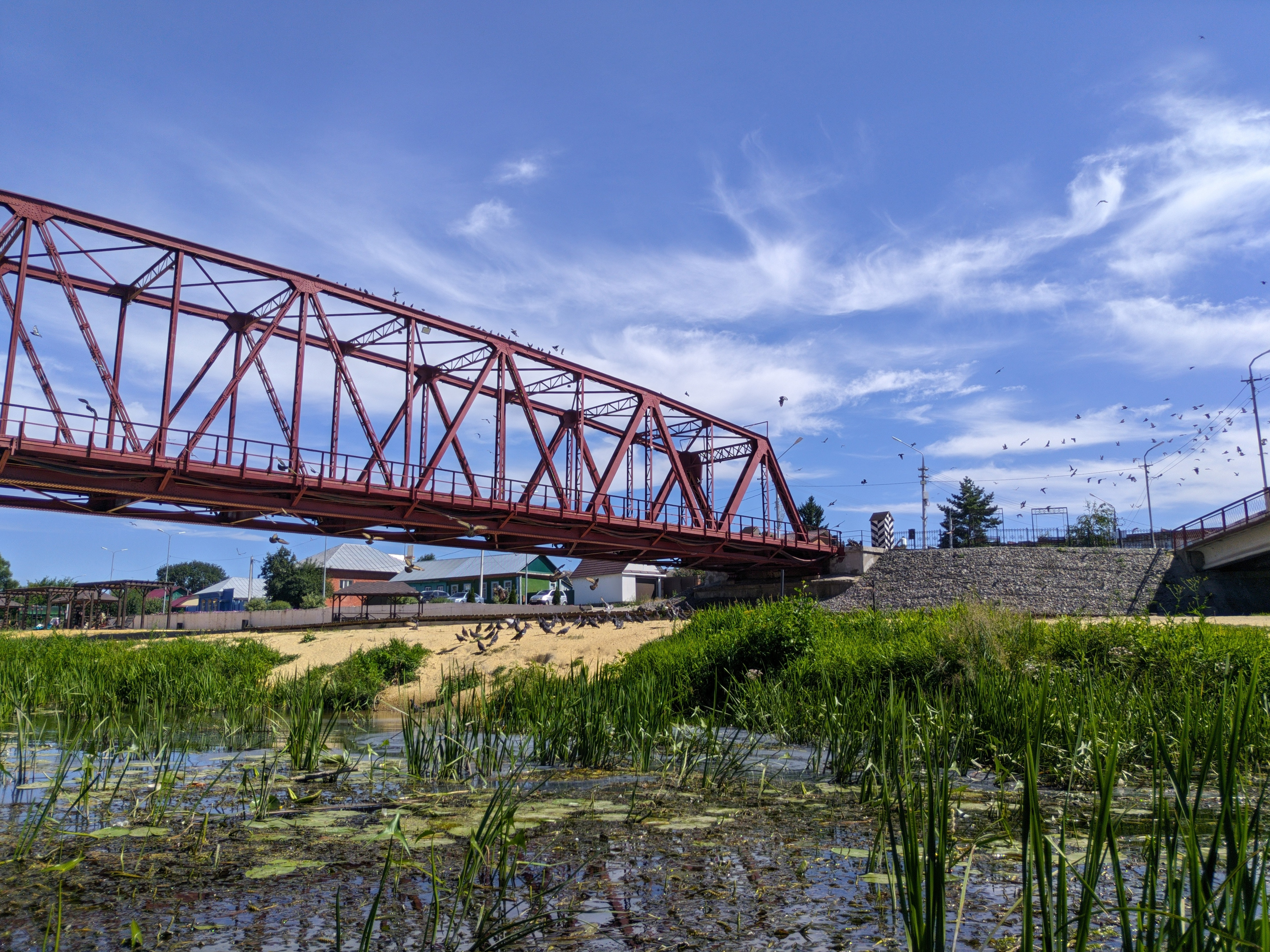
Железный мост 1901 г. через реку Медведица